# Menhir du Piprais

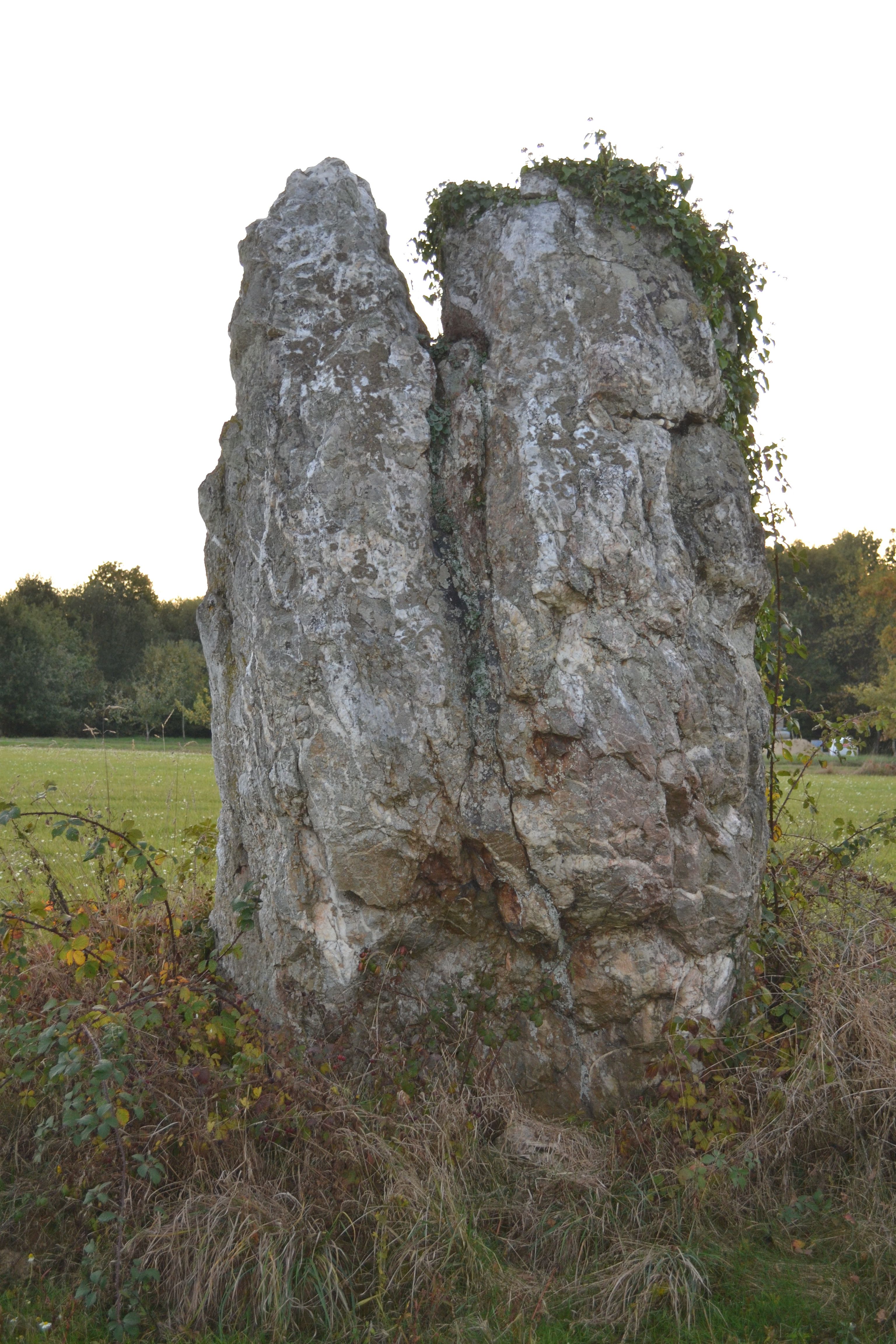
Menhir du Piprais

Der Menhir du Piprais (auch Menhir le Piprais genannt) steht auf einem Feld nördlich der Rue du Stade in Monterrein, südöstlich der Ortschaft Ploërmel im Département Morbihan in der Bretagne in Frankreich. Im Jahr 2019 wurde Monterrein nach Ploërmel eingemeindet und hat dort den Status einer Commune déléguée.
Der etwa 4,5 Meter hohe und rund 2,20 m breite Menhir aus hellem Quarzit ist in der Mitte gespalten und von zahlreichen weißen Quarzadern durchzogen. Am Fuße des Menhirs liegt noch ein kleinerer Stein aus einem anderen Material, meist verborgen durch die Vegetation.
250 m nordöstlich des Menhirs steht der 3,5 m hohe Menhir Maison Neuve.